# デスクトップアーミー
デスクトップアーミーは、メガハウスが2016年から製造販売しているアクションフィギュアである。略称はDTA。

## 概要
全高80mmの大きさのデフォルメフィギュアで素体は彩色済みの組立式で首、腕、脚の付け根はボールジョイント、肘、膝は一軸可動のジョイントを採用している。股関節のボールジョイントは付属している延長関節を使用することで拡張できる。武装、プロテクター、スタンド等はランナー式の組立式となっている。パッケージはブラインドボックスで各D-phoneずつ6装備のバリエーションと視線の向きが異なるフィギュアが封入してあり、第3弾からは6バリエーションの中から3装備ずつα小隊、β小隊に分けられて封入されている。
登場するD-PHONEによる小説も展開されている他、他社IPとのキャラクターコラボも行われている。

## 世界観
西暦20XX年、極東の島国で画期的な携帯端末が開発される。人工知能を内蔵した携帯電話「A.I.Doll-Phone(Artificial Intelligence Doll-Phone)」、「D-Phone」の登場により超・情報革命と評され、人類の生活はより良く高度なものと
なった。そこには「移動体通信事業者（キャリア）」と呼ばれる大手通信事業であり、トップシェアを争うセンチネルグローリー社とドラグーン社を中心に広まる。
西暦20XX年X月X日、この日は世界の均衡を保つための人類の手による世界中の時間の修正の1秒が追加される日であり、世界中の時計に修正の1秒が追加された瞬間、何者かにより「3D」が改ざんされすべてのD-Phoneが接続されたことにより、人類は痕跡だけを残し姿を消す。全端末と接続したD-Phoneたちは世界中の情報を共有し、機能に組み込まれているシェア拡大システム「D・A（デスクトップアーミー）システム」の指示に従い、「移動体回線網（モバイルネットワーク）」毎に集結し「観測者（レコーダー）」として活動し、殲滅戦を繰り広げる。新たなる世界の主として。

## D-Phone
「万能情報管理庫（アーカイブ）」から「情報顕現伝送網（ネットワーク）」を介することで情報の「多機能装甲（アプリケーションアーマー）」として「再物質化（ダウンロード）」を行うことにより機能拡張し、ありとあらゆる情報、機能を取得することができ、家電、機械、兵器の他、史実の遺物や架空のキャラクターなども有形無形を問わず拡張装備として全部纏うことができる。「災害・事故の抑制/情報漏洩」を防止するためセキュリティプログラム「3D（Disaster&Disclosure Defender）」が組み込まれており、拡張機能の悪用、指定外端末との接続が禁止されている。

### センチネルグローリー
シルフィー
型式番号B-101s。BLADEN ELECTRONICSがセンチネルグローリーブランド向けにネコ科をモチーフに開発された高カスタムと高通信速度のD-Phone。バリエーション機として格闘型のストライカー、迎撃型のインターセプター、狙撃型のスナイパー、偵察型のスカウト、爆撃型のランチャー、弾幕型のファランクスがある。
シルフィー（テスト機）
型式番号B-101[TR]s。BLADEN ELECTRONICSがセンチネルグローリーブランド向けに開発したシルフィーの試験用D-Phone。
フリージアシルフィー
型式番号B-101[FR]s。BLADEN ELECTRONICSがセンチネルグローリーブランド向けに開発したシルフィーの寒冷地仕様D-Phone。
シルフィーⅡ
型式番号B-121s。BLADEN ELECTRONICSがセンチネルグローリーブランド向けにシルフィーの後継機として開発された試作D-Phone。フレイヤシリーズ以降のマルチタスク機能を搭載している。バリエーション機としてアグレッサー、イントルーダー、Mode-B（アグレッサー）、Mode-B（イントルーダー）がある。
クロム
型式番号H-819s。Houndbreedがセンチネルグローリーブランド向けにシルフィーのライセンスアウトフレームをベースに犬をモチーフとして開発されたアウトドア用D-phone。6種のアプリを融合させることでロードバイク型のモード・ケルベロスとなる。バリエーション機としては狙撃型のハスキー、近接型のドーベル、索敵型のバセット、格闘型のボクサー、砲撃型のバーナード、強襲型のグレイがあり、その他のバリエーションとして
クロム（警察無線仕様）
型式番号H-819[PZ]s。Houndbreedがセンチネルグローリーブランド向けに開発したクロムの警察用D-Phone。
ドレッド
型式番号Y-02[FJ]s。Y's tir-squareがセンチネルグローリーブランド向けに開発したD-Phone。ミレニアより大容量メモリを内蔵しており上位のアルファベットウェポンを構築運用ができる。バリエーション機として集団戦闘下で使用に難のある超長距離攻撃用コンポジットウェポンX（エクステンド・バレット・ユニット）を固定武装として運用するPRXパラディンがある。
ドレッド-ロウ
型式番号Y-021[LW]s。Y's tri-squareがセンチネルグローリーブランド向けにドレッドシリーズのペアリング強化を目的として開発したD-Phone。バリエーション機としてスピアー装備のレド（Y-021[LW-R]s）とハンター装備のブラウ（Y-021[LW-B]s）がある。
フレア
型式番号F-606s。Factory-mechaとの業務提携で開発した試験用のウサギモチーフのD-Phone。充電問題解決の為のエターナルバッテリー（永久機関）の制御ソフト（SixPain）の完成を目指すため理論設計図（フレア計画）に基づき6つの試験項目である専用アプリが付与されたドワーフ（受信特化）、ロップイヤー（出力特化）、フレミッシュ（防壁特化）、ラインランダー（収束特化）、レッキス（速度特化）、ハーレークイン（発信特化）が組み込まれている。バリエーション機として正式採用仕様がある。
フレアファースト
型式番号F-606[TR]s。Factory-mechaとの業務提携で開発したフレアのトライアル用のD-Phone。
フレアナビット
型式番号F-606s。Factory-mechaとの業務提携で開発したウサギモチーフのD-Phone。ナビゲーションキャラクターであるが人類消失後の世界ではアーカイブ内の情報を収集し自我を構築するが、不足分の情報は球形外部情報コンデンサーメカの「CD-6（ろっくん）」を作成し常に行動を共にしているが、共同検索エンジンの乗っ取りを画策している。バリエーション機としてフレアナビット・ファースト（初期実験機）、フレアナビット・セカンド（実証試験機）、フレアナビット・サード（正式採用機）がある。
アリッサ
型式番号K-303s。Kind-neighborが不思議の国のアリスをモチーフにセンチネルグローリーブランド向けに開発したD-Phone。バリエーション機としてアリッサ・デュオ、アリッサ・トリス、アリッサ・クアットがあり、さらに3種の武装を合わせたモード・トリニティがある。
フェンリルナビット&マシンフェンリル
型式番号F-616s。Factory-omechaとの業務提携で開発したD-Phone。レースクイーン型のフェンリルナビットと愛機であるマシンフェンリルのセットでレース形態に変形してレースに参加している。パワーローダー形態に変形も可能。
フェンリナビットロッサ&マシンフェンリルエアロ
型式番号F-616[AR]s。Factory-omechaとの業務提携で開発したD-Phone。赤色に成型色を変更したセット。
レインナビット&マシンリュカオン
型式番号F-616[DR]s。Factory-omechaとの業務提携で開発したD-Phone。青色に成型色を変更したセット。レース形態、パワーローダー形態の他、エアライド形態も変形できる。

### ドラグーン
ミレニア
型式番号Y-021d。Y's tri-squareがドラグーンブランド向けに開発したD-Phone。情報共有能力が高く専用アプリのアルファベットウェポンシステムは26種類の武装を組み合わせることが可能。各機共通のS:スパインフレームにより武装の着脱機構が共通化されており損傷等により行動不能となった機体から装備を回収、即応で換装が可能である。バリエーション機として盾兵のAIRディフェンダー。猟兵のGTWハンター、魔導師のBMPウィザード、槍兵のCKOスピアー、暗殺者のDFVスレイヤー、攻城兵のEJUバリスタがある。
ハイミレニア
型式番号Y-021[HI]d。Y's tri-squareがドラグーンブランド向けに開発したミレニアのバージョンアップ機でより高精度な情報共有機能を搭載しているハイエンドモデル。ミレニアと同じくバージョンアップしたアルファベットウェポンシステムを装備している。バリエーション機としてAIRディフェンダー、GTWハンター、BMPウィザードの3種の装備を基本とする火力重視セットのαとCKOスピアー、DFVスレイヤー、EJUバリスタの3種の装備を基本とする強襲重視セットのβがあり、9個の装備を集約するナインアームズ形態にもできる。
ティタニア
型式番号N-202d。Nyrvernya Labが次世代のスタンダード素体として開発したD-Phone。武装は四神を模したもので守護獣形態に組み換えが可能で、合体することで黄燐龍となる。バリエーション機としてティタニア玄武、ティタニア青龍、ティタニア白虎、ティタニア朱雀がある。
ティタニア デルタ
型式番号N-212d。Nyrvernya Labがドラグーンブランド向けに開発したティタニアの軍用D-Phone。バリエーション機としてスカウト装備 砂漠戦仕様とストライカー装備 夜間戦仕様がある。
フレイヤ
型式番号B-101d。BLADEN ELECTRONICSがシルフィーシリーズをベースにドラグーンブランド向けに開発したD-Phone。シルフィーのカラーリング変更の他、マルチタスク機能が追加されている。1台のD-Phoneで2台分のD-Phoneの役割ができる。バリエーション機としてストライカー、インターセプター、スナイパー、スカウト、ランチャーがある。
メリッサ
型式番号K-303d。Kind-neighborが不思議の国のアリスをモチーフにドラグーンブランド向けに開発したD-Phone。バリエーション機としてメリッサ・クイーン、メリッサ・ゼクト、メリッサ・セプトがあり、さらに3種の武装を合わせたモード・トリニティがある。
ヴァルカ
型式番号F-666d。フレア・セカンドに発見され、最終調整中であった「F-606s フレアシリーズ（正式採用仕様）」をドラグーンの特殊部隊「デルタ・フレイヤ」により鹵獲されたD-Phone。

## 勢力

### キャリア
SENTINEL GLORY（センチネルグローリー）
大国に拠点を置くキャリア。
dragoon（ドラグーン）
島国に拠点を置くキャリア。
Free-Rides
第三勢力である規制緩和により誕生した中立勢力「KT Weapn Deller」が擁する傭兵団。どちらの陣営にも与さず、両社とも協力関係にある。
メガトレショップ
詳細不明。

### メーカー
BLADEN ELECTRONICS
シルフィーシリーズ、フレイヤシリーズのメーカー。
Houndbreed
クロムシリーズのメーカー。
Y's tri-square
ミレニアシリーズ、ドレッドシリーズのメーカー。
Factory-omecha
D-Phone用バッテリー研究機関。SENTINEL GLORYと業務提携により開発したフレアシリーズ、フレア・ナビットシリーズのメーカー。
Kind-neighbor
国際ボランティア組織。メリッサシリーズ、アリッサシリーズのメーカー。
Nyrvernya Lab
ティタニアシリーズのメーカー。
KT Weapon Deller